# Spikkelboorstraat
De Spikkelboorstraat is een straat in Brugge.

## Beschrijving
De Spikkelboorstraat is een doodlopende steeg.
Oorspronkelijk was er een tweede Spikkelboorstraat waarvan melding werd gemaakt:
- 1572: de steeghere an de westzijde van de Westmeersch jeghensover het Spijckelboorstraetkin;
- 1578: een huuse in het Spijckelboorstraetkin bij de Westmeersch.

Het straatje werd de Koolbrandersstraat en alleen het doodlopende straatje in de Beenhouwersstraat bleef over.
De straat heeft haar naam mogelijk van spijkerboor, spijkelboor, spikkelboor: varianten om een smalle boor aan te duiden die spijkergaten boort.
Tako De Beer beschreef de keerboor of spikkelboor (ook spijkerboor) als volgt: "wordt bijzonderlijk door de schippers aangewend om gaten te boren. Het keerboor heeft een houten pin tot boorspil".
Waar dan die naam als straataanduiding vandaan komt, blijft onduidelijk. Een mogelijkheid is dat een schrijnwerker in de buurt zo'n boor gebruikte. Een andere verklaring is dat de straat iets in haar vorm had dat aan een spijkerboor deed denken. Ook kan er een huis met die naam hebben gestaan.
De naam is ook elders voor straten gebruikt (in Ettelgem bij Oudenburg bijvoorbeeld) en ook, zowel in Nederland als in Vlaanderen, voor waterwegen, gehuchten, huizen, bedrijven.